# Marie-Angélique Savané
Marie-Angélique Savané, nacida Sagna, (Dakar, 2 de noviembre de 1947)  es una socióloga, política y activista feminista senegalesa.

## Biografía
Marie Angélique Sagna nació en el seno de una familia católica con seis hijos originaria de Casamanza. Creció en Dakar. Explica que siempre ha sido activista, primero en los movimientos católicos de ocho a los diecinueve años. Estudió en una escuela en primaria que era la única niña negra de la clase. Cuando entró en política tenía también compromiso con el deporte.  Su primer contacto con el marxismo fue mientras estaba estudiando sociología en París en el Mayo del 1968 cuando se adhirió al Movimiento de Estudiantes Senegaleses en Francia, una de las ramas nacionales de la Federación de Asociaciones de Estudiantes del África Negra. Fue también en París donde conoció al que sería su marido, Landing Savané, líder de un partido de izquierdas. De 1969 a 1982 cuando se autorizaron los partidos políticos en Senegal, vivieron en la clandestinidad.
Fue durante este proceso, asegura, cuando tomó conciencia feminista con la convicción de que una mujer debía enfrentarse a situaciones que los hombres no deben enfrentar.
Pasó de la sociología al periodismo y en 1974 creó la revista africana Family and Development, de la que fue redactora jefe hasta 1978. La revista brinda explicaciones sobre los procesos de desarrollo y busca desarrollar la capacidad de las personas para actuar sobre su entorno y sus vidas
Su trayectoria profesional está conectada desde 1978 a organismos de Naciones Unidas. Hasta 1988 fue responsable de investigación de los programas sobre mujeres y desarrollo en el Instituto de Investigación de las Naciones Unidas para el Desarrollo Social (UNRISD). También trabajo en la evaluación de la seguridad alimentaria y el papel de las mujeres rurales. De 1990 a 1992, fue Asesora Especial del Alto Comisionado de las Naciones Unidas para los Refugiados (ACNUR). De 1992 a 1994 fue Directora para África Occidental y Central del Fondo de Población de las Naciones Unidas (UNFPA) y de 1994 a 1997, fue directora de la división de África del UNFPA
Junto al proceso de trabajo sobre desarrollo económico se implicó en la defensa de reformas legales y sociales en relación con los derechos de las mujeres de Senegal. Escribió numerosos ensayos y estudios sobre el tema. 
En 1977 fue cofundadora de la Asociación de Mujeres Africanas para la Investigación y el Desarrollo (AFARD) y en 1984 fue una de las líderes fundadoras de la asociación Yewwu-Yewwi, considerada la primera organización feminista de la historia de Senegal. Organizaron conferencias sobre anticoncepción y planificación familiar invitando a musulmanes, cristianos y laicos con posiciones completamente diferentes.
En 1981, fue miembro del secretariado de And-Jëf/Movimiento Revolucionario para la Nueva Democracia.

## Vida personal
Está casada con el líder político Landing Savané, Secretario General de And-Jëf a quien conoció en París en 1968. Su hijo Lamine Michel es responsable de Vision 21. Su hijo Sitapha Savané (Dakar, 1978) ha sido jugador de baloncesto profesional desarrollando su carrera deportiva en España. Tras retirarse en 2018 mantiene el compromiso político y social.

## Publicaciones
- Les projets pour les femmes en milieu rural au Sénégal, Genève, Bureau international du travail, 1983, 139 p. ISBN 9222033949
- African Poverty at the Millennium: Causes, Complexities, and Challenges. Por Howard White, Tony Killick, Marie-Angelique Savane y Steve Kayizzi-Mugerwa (2001) World Bank Publications ISBN 9780821348673